# Кулаков Павло Христофорович
Павло Христофорович Кулаков (28 січня 1910, місто Сорочинськ Бузулуцького повіту Самарської губернії, тепер Сорочинського району Оренбурзької області, Російська Федерація — 4 вересня 1979, місто Москва, Російська Федерація) — радянський партійний діяч, 1-й секретар Красноярського крайкому ВКП(б), член Військової ради Київського військового округу, генерал-майор. Кандидат у члени ЦК ВКП(б) у 1939—1952 роках.

## Біографія
Народився в родині ремонтного робітника. У квітні 1921 — квітні 1924 року — пастух товариства селян, наймит у заможних селян хутора Саннико-Василівський Оренбурзької губернії. У квітні — жовтні 1924 року — наймит у заможних селян села Ново-Сергіївки Покровського району Оренбурзької губернії. У жовтні 1924 — березні 1925 року працював у господарстві матері. У 1925 році вступив до комсомолу.
У березні 1925 — травні 1926 року — робітник з ремонту машин, робітник рільничої бригади радгоспу «Красная поляна» села Ново-Сергіївки Покровського району Оренбурзької губернії. У травні 1926 — вересні 1928 року — робітник, помічник майстра, завідувач виробничих майстерень кооперативного товариства споживачів села Ново-Сергіївки Покровського району.
У вересні 1928 — квітні 1931 року — студент робітничого факультету при Самарському енергетичному інституті.
Член ВКП(б) з грудня 1929 року.
У квітні — жовтні 1931 року — курсант спеціального набору військової артилерійської школи Українського військового округу.
У жовтні 1931 — жовтні 1933 року — студент, секретар комітету ВЛКСМ Московського механіко-машинобудівного інституту імені Баумана. У жовтні 1933 — листопаді 1934 року — помічник з комсомолу начальника політичного відділу 1-ї ділянки будівництва залізничної магістралі Москва-Донбас у місті Кашира Московської області. У листопаді 1934 — січні 1937 року — студент Московського механіко-машинобудівного інституту імені Баумана, здобув спеціальність інженера-механіка-технолога.
У січні — липні 1937 року — інженер бригади Всесоюзного тресту «Оргаметал» на авіаційному заводі № 18 і аспірант Московського механіко-машинобудівного інституту імені Баумана. У липні 1937 — березні 1938 року — секретар партійного комітету ВКП(б) і аспірант кафедри електротехніки Московського механіко-машинобудівного інституту імені Баумана.
У березні — червні 1938 року — відповідальний організатор відділу керівних партійних органів ЦК ВКП(б) по Челябінській області.
У червні — липні 1938 року — виконувач обов'язків 1-го секретаря Красноярського крайового комітету ВКП(б). 11 липня 1938 — 29 червня 1940 року — 1-й секретар Красноярського крайового і міського комітетів ВКП(б).
У липні — вересні 1940 року — на лікуванні в Кремлівській лікарні у Москві. У вересні 1940 — серпні 1941 року — головний контролер Народного комісаріату державного контролю СРСР по Народному комісаріату важкого машинобудування СРСР. У серпні 1941 — жовтні 1942 року — заступник народного комісара державного контролю СРСР.
У грудні 1942 року закінчив Курси вдосконалення політичного складу РСЧА. Учасник німецько-радянської війни з грудня 1942. У грудні 1942 — червні 1943 року — начальник політичного відділу 65-ї армії Донського і Центрального фронтів. У червні 1943 — серпні 1944 року — начальник політичних управлінь Західного, Центрального і Північного фронтів Протиповітряної оборони СРСР.
У липні 1944 — травні 1946 року — член Військової ради Київського військового округу.
У травні 1946 — травні 1953 року — заступник міністра державного контролю СРСР.
У травні 1953 — лютому 1954 року — заступник із політичної частини начальника військ зв'язку Міністерства оборони СРСР.
У лютому 1954 — липні 1956 року — заступник голови ЦК Добровільного товариства сприяння армії, авіації і флоту (ДТСААФ) СРСР.
У серпні 1956 — вересні 1957 року — слухач Вищих академічних курсів вдосконалення політичного складу при Військово-політичній академії імені Леніна.
У вересні 1957 — липні 1958 року — заступник із політичної частини начальника архіву Міністерства оборони СРСР.
У липні 1958 — квітні 1960 року — заступник із політичної частини начальника Центрального науково-дослідного інституту-18 Головного розвідувального управління Генштабу Радянської армії. У квітні — жовтні 1960 року — в розпорядженні Головного політичного управління Радянської армії.
У жовтні 1960 — червні 1962 року — головний спеціаліст із електричної промисловості Державної економічної ради в Москві.
З червня 1962 року — персональний пенсіонер союзного значення в Москві.
Помер у місті Москві у вересні 1979 року.

## Звання
- полковник
- генерал-майор (29.05.1944)

## Нагороди
- орден Трудового Червоного Прапора (3.05.1940)
- орден Червоного Прапора (1.04.1943)
- орден Вітчизняної війни I-го ст. (29.03.1944)
- ордени
- медалі